# Сафонов, Александр Иванович
Александр Иванович Сафонов (10.09.1909, Ивановская область — 03.05.1984) — председатель колхоза имени Дзержинского Гаврилово-Посадского района Ивановской области.

## Биография
Родился 10 сентября 1909 года в деревне Рыковская Новоселка Гаврилово-Посадского района Ивановской области в крестьянской семье. Окончил сельскую школу. С 1925 года по поручению уездного комитета комсомола работал с пионерами. В 1929 вступил в ВКП/КПСС и вскоре был направлен на строительство Ивановской ГРЭС.
Участник Великой Отечественной войны. На фронте с августа 1941 года и до Победы. Был трижды ранен. Награждён тремя боевыми орденами, медалями. Вернувшись домой работал председателя сельсовета, затем руководил сельхозотделом Гаврилово- Посадского райисполкома.
В 1951 году по решению райкома партии был направлен на работу в колхоз. Уехал в село Осановец, в десяти километров от Гаврилово-Посада, где была центральная усадьба колхоза. Провел объединение трех отстающих колхозов в селах Новоселка-Рыковская, Осановец и Шельбово в новое хозяйство — колхоз им. Дзержинского. Затем в него влилось ещё два крупных колхоза. Сафонов успешно руководил хозяйством более почти четверти века.
Первым делом организовал работы по повышению продуктивности животноводства — предложил на правлении: повысить оплату дояркам, улучшить об условиях труда, провести ремонт ферм. Через некоторое время в колхозе было создано племенное ядро дойного стада, приобретены породистые быки и свиньи.
В земледелии новый председатель так же грамотно провел свою линию на восстановление и повышение плодородия колхозных земель. На поля активно завозили торф, готовили компосты, разумнее использовались химические удобрения. Опираясь на опыт, вернулись в колхозе к посевам яровой и озимой пшеницы как к самым урожайным на местных землях. А пробуя разные сорта зерновых, отдали в то время предпочтение морозостойким «ульяновке» и «вятке». Применили при этом самую современную систему обработки и удобрения полей. Творческий подход к хлебопашеству позволил колхозникам подчинить и кукурузу.
Одним из первых в области занялся колхоз мелиорацией — осушением Пиногорского массива. Делалось все с расчетом: на одной карте скот пасли, другую под сенокос пускали, на третьей место зерновым — на подкормку. По-хозяйски, с толком пускали в оборот землю, от каждого клочка стремились получить наибольшую отдачу. В мае 1965 года в колхозе использовалось уже около тысячи гектаров осушенных земель.
Высокому уровню развития колхозной экономики соответствуют и доходы. Выросли в колхозе опытные специалисты, бригадиры, заведующие фермами, сложился крепкий костяк среди механизаторов и животноводов. Имена многих из них стали известны далеко за пределами хозяйства.
Указом Президиума Верховного Совета СССР от 22 марта 1966 года за достигнутые успехи в развитии животноводства, увеличении производства и заготовок мяса, молока, яиц и другой продукции Сафонову Александру Ивановичу присвоено звание Героя Социалистического Труда с вручением ордена Ленина и золотой медали «Серп и Молот».
С марта 1975 г. на пенсии. Последние годы жил в городе Гаврилов Посад. Скончался 3 мая 1984 года. Похоронен на кладбище города Гаврилов-Посад.
Награждён орденом Ленина, двумя орденами Красной Звезды, орденами Отечественной войны 2-й степени, Трудового Красного Знамени и медалями; так же золотой медалью ВДНХ.